# Walter Astori
Walter Astori (Roma, 1980) è uno scrittore italiano.

## Biografia
Laureato in giurisprudenza, lavora come responsabile della redazione per Eleven Sports Italia, ed è autore dei romanzi gialli ambientati nell'Antica Roma, con protagonista il questore Flavio Callido, finora arrivato a due libri, Omicidi nell'urbe e Omicidi nella domus, entrambi editi da Piemme (gruppo Mondadori). Il suo esordio è arrivato nel 2007 con Le sette sfere, romanzo con cui l'autore ha vinto il premio letterario "Il giallo di Roma".
Astori è anche autore di un saggio, Roma racconta, contenente aneddoti e curiosità sulla città di Roma.

## Opere
- Le sette sfere (romanzo) (Ennepilibri, 2007)
- Roma racconta (saggio) (Wattpad)

### Serie diFlavio Callido
1. Omicidi nell'urbe (Piemme, 2018)
2. Omicidi nella domus (Piemme, 2018)